# Morvă
Morva este o boală contagioasă a calului și a altor solipede, cauzată de Burkholderia mallei. La cal, boala are evoluție cronică, se manifestă prin noduli și ulcerații pe mucoasa nazală, pe tegumente și alte organe. Este posibilă transmiterea morvei la om și poate fi letală. Sinonim răpciugă.